# 王宗祐
王宗祐（?—?），唐朝末年五代十国前蜀軍事人物，前蜀高祖王建的义子。
王宗祐跟随王建入西川，担任彭州刺史，后来因为攻打东川有功，改任邛州刺史。天祐元年（904年）二月，唐昭宗被朱全忠劫持，派遣密使拿御札向西川节度使王建告难。王建以邛州刺史王宗祐为北路行营指挥使，率兵会同凤翔李茂贞的军队迎接昭宗，到达兴平后，遭遇朱全忠的汴州军队，不能前进而返回。王建开始自用墨制任命官员，说：“等候陛下回到长安再上表奏报。”朱全忠灭亡唐朝，王建也建立前蜀称帝。永平元年（911年），岐王李茂贞聚兵到前蜀东部边界，王建任命王宗侃为北路行营都统，任命兼侍中王宗祐、太子少师王宗贺、山南节度使唐道袭为三招讨使，左金吾大将军王宗绍为王宗祐的副手，率领步骑兵十二万，讨伐岐王李茂贞。三月初八，王宗侃等从成都出发，旌旗招展连绵数百里。青泥岭之战，蜀兵战败，王宗祐无功而返。